# Khodadad Azizi
Pour les articles homonymes, voir Azizi.
Khodadad Azizi  est un footballeur iranien né le 22 juin 1971 à Mashhad. Cet attaquant a inscrit 11 buts en 47 sélections en équipe d'Iran entre 1992 et 2004. Il est élu Footballeur asiatique de l'année en 1996.

## Biographie
Avec l'Iran il est élu meilleur joueur de la Coupe d'Asie des nations de football 1996, terminée à la 3e place, et participe à la Coupe du monde 1998. Il est l'un des grands artisans de la qualification de l'Iran contre l'Australie lors du match de barrage.
Azizi a tenté quelques expériences dans des clubs européens comme le FC Cologne ou l'Admira Wacker.
Il est aujourd'hui entraîneur.

## Parcours d'entraineur
- jan. 2007-oct. 2007 :  AbooMoslem Mechhed
- jan. 2015-2015 :  Machine Sazi FC
- juil. 2018-août 2018 :  Sepidrood Rasht FC